# وارتسیلا
وارتسیلا (به فنلاندی: Wärtsilä) شرکت صنعتی فنلاندی است، که تولیدکننده انواع موتورهای دریایی و همچنین ارائه‌کننده خدمات انرژی و نیز سازنده نیروگاه می‌باشد.
محصولات اصلی شرکت وارتسیلا شامل انواع موتورهای بزرگ احتراقی است. شمار کارکنان این شرکت در سال ۲۰۱۲ بالغ بر ۱۸٬۹۰۰ نفر اعلام شده‌است، که در بیش از ۷۰ کشور جهان فعالیت می‌نمایند. دفتر مرکزی وارتسیلا در شهر هلسینکی قرار دارد.